# Forte Village Sardegna Open 2020
Forte Village Sardegna Open 2020 byl profesionální tenisový turnaj pořádaný jako součást mužského okruhu ATP Tour, který se hrál na antukových dvorcích v rezortu Forte Village. Probíhal mezi 12. až 18. říjnem 2020 v italském turistickém letovisku Santa Margherita di Pula jako první ročník turnaje. Do kalendáře okruhu byl zařazen dodatečně ve formě náhrady za zrušené události kvůli pandemii covidu-19.
Turnaj s rozpočtem 271 345 eur se řadil do kategorie ATP Tour 250. Po pozitivním koronavirovém testu Itala Fabia Fogniniho se nejvýše nasazeným hráčem ve dvouhře stal dvacátý čtvrtý tenista světa Dušan Lajović ze Srbska. Jako poslední přímý účastník do hlavní singlové soutěže nastoupil 101. hráč žebříčku, Němec Yannick Hanfmann.
Druhý singlový titul na okruhu ATP Tour vybojoval 25letý Srb Laslo Djere, jenž se stal třetím srbským šampionem dvouhry v roce 2020. Čtyřhru vyhrála novozélandsko-rakouská dvojice Marcus Daniell a Philipp Oswald jejíž členové získali první společnou trofej.

## Rozdělení bodů a finančních odměn

### Rozdělení bodů
| Soutěž  | vítězové | finalisté | semifinalisté | čtvrtfinalisté | 16 v kole | 32 v kole | Q  | Q2 | Q1 |
| ------- | -------- | --------- | ------------- | -------------- | --------- | --------- | -- | -- | -- |
| dvouhra | 250      | 150       | 90            | 45             | 20        | 0         | 12 | 6  | 0  |
| čtyřhra | 250      | 150       | 90            | 45             | 0         | —         | —  | —  | —  |

### Finanční odměny
| Soutěž                              | vítězové | finalisté | semifinalisté | čtvrtfinalisté | 16 v kole | 32 v kole | Q2      | Q1      |
| ----------------------------------- | -------- | --------- | ------------- | -------------- | --------- | --------- | ------- | ------- |
| dvouhra                             | 13 320 € | 11 130 €  | 9 070 €       | 7 425 €        | 6 600 €   | 5 415 €   | 2 645 € | 1 375 € |
| čtyřhra                             | 6 030 €  | 5 000 €   | 4 000 €       | 3 210 €        | 2 630 €   | —         | —       | —       |
| částka ve čtyřhře je uvedena na pár |          |           |               |                |           |           |         |         |

## Mužská dvouhra

### Nasazení
| Stát                         | Hráč                 | ATP | Nasazení |
| ---------------------------- | -------------------- | --- | -------- |
| Itálie                       | Fabio Fognini        | 15. | 1.       |
| Srbsko                       | Dušan Lajović        | 24. | 2.       |
| Norsko                       | Casper Ruud          | 25. | 3.       |
| Španělsko                    | Albert Ramos-Viñolas | 44. | 4.       |
| Itálie                       | Lorenzo Sonego       | 46. | 5.       |
| Španělsko                    | Pablo Andújar        | 51. | 6.       |
| USA                          | Tommy Paul           | 58. | 7.       |
| Uruguay                      | Pablo Cuevas         | 60. | 8.       |
| Žebříček ATP k 28. září 2020 |                      |     |          |

### Jiné formy účasti
Následující hráči obdrželi divokou kartu do hlavní soutěže:
- Marco Cecchinato
- Fabio Fognini
- Lorenzo Musetti
- Giulio Zeppieri

Následující hráči postoupili z kvalifikace:
- Federico Coria
- Jozef Kovalík
- Sumit Nagal
- Andrea Pellegrino

Následující hráči postoupili z kvalifikace jako tzv. šťastní poražení:
- Andrej Martin
- Danilo Petrović

### Odhlášení
před zahájením turnaje
- Nikoloz Basilašvili → nahradil jej  Yannick Hanfmann
- Cristian Garín → nahradil jej  Gianluca Mager
- Philipp Kohlschreiber → nahradil jej  Roberto Carballés Baena
- Juan Ignacio Londero → nahradil jej  Andrej Martin
- Guido Pella → nahradil jej  Kamil Majchrzak
- Diego Schwartzman → nahradil jej  Danilo Petrović
- João Sousa → nahradil jej  Stefano Travaglia

### Skrečování
- Stefano Travaglia

## Mužská čtyřhra

### Nasazení
| Stát                                                                    | Hráč                 | Stát        | Hráč            | ATP  | Nasazení |
| ----------------------------------------------------------------------- | -------------------- | ----------- | --------------- | ---- | -------- |
| Kolumbie                                                                | Juan Sebastián Cabal | Kolumbie    | Robert Farah    | 3.   | 1.       |
| Austrálie                                                               | John Peers           | Nový Zéland | Michael Venus   | 34.  | 2.       |
| Nový Zéland                                                             | Marcus Daniell       | Rakousko    | Philipp Oswald  | 91.  | 3.       |
| Itálie                                                                  | Simone Bolelli       | Argentina   | Máximo González | 116. | 4.       |
| Žebříček ATP k 28. září 2020; číslo je součtem umístění obou členů páru |                      |             |                 |      |          |

### Jiné formy účasti
Následující páry obdržely divokou kartu do hlavní soutěže:
- Marco Cecchinato /  Andreas Seppi
- Andrej Golubjev /  Oleksandr Nedověsov

### Odstoupení
v průběhu turnaje
- Pablo Andújar

## Přehled finále

### Mužská dvouhra
- Laslo Djere vs.  Marco Cecchinato, 7–6(7–3), 7–5

### Mužská čtyřhra
- Marcus Daniell /  Philipp Oswald vs.  Juan Sebastián Cabal /  Robert Farah, 6–3, 6–4